# NGC 2521
NGC 2521 ist eine linsenförmige Galaxie vom Hubble-Typ E-S0 im Sternbild Luchs am Nordsternhimmel. Sie ist schätzungsweise 250 Millionen Lichtjahre von der Milchstraße entfernt.
Das Objekt wurde am 9. Februar 1831 vom britischen Astronomen John Herschel entdeckt.